# 泉州：宋元中国的世界海洋商贸中心
24°42′37″N 118°26′39″E / 24.71028°N 118.44417°E
泉州：宋元中国的世界海洋商贸中心是一处世界文化遗产，分布于中华人民共和国福建省泉州市，包含公元10世纪至14世纪产生并留存至今的一系列古迹，当时泉州以“刺桐”的代称闻名于世。

## 申报过程
- 2017年1月26日，中国联合国教科文组织全国委员会秘书处推荐海上丝绸之路最具代表性的港口城市“古泉州（刺桐）史迹”作为2018年世界文化遗产申报项目。[1]
- 2018年5月，世界遗产委员会的咨询机构国际古迹遗址理事会（ICOMOS）在报告中认为此次申报的16个项目过于分散，无法反应城市肌理。且提出的部分遗产无法体现海上贸易之主题，建议“不予登录”[2]。此后中国并未取消该项目的申报，而是直接进入世界遗产大会进行审议。2018年6月29日，古泉州（刺桐）史迹在第42届世界遗产大会上被评审为“发还待议”，暂未能列入世界遗产名录中。[3]
- 2020年该项目名称变更为“泉州：宋元中国的世界海洋商贸中心”，并且将申报的遗产项目扩大至22件（增补安平桥、顺济桥、市舶司遗址、南外宗正司遗址、青阳下草埔遗址、德化窑遗址6处）后，再度提交第44届世界遗产大会审议。但因新型冠状病毒疫情之影响，第44届世界遗产委员会延期至2021年7月。2021年6月，国际古迹遗址理事会在报告中建议对此项目“予以登录”[4]。
- 2021年7月25日，在福州举行的第44届世界遗产大会宣布“泉州：宋元中国的世界海洋商贸中心”列入世界遗产名录[5]。

## 分布点
“泉州：宋元中国的世界海洋商贸中心”系列遗产分布于以今天泉州城区为核心的泉州湾地区，包括22个遗产点。联合国教科文组织官方网站的分类略有不同，将该系列遗产归类为16个遗产点。
| 名称                                  | 地址                                   | 坐标                                            | 简介 | 图⁠片 |
| ------------------------------------- | -------------------------------------- | ----------------------------------------------- | --- | ---- |
| 万寿塔                                | 石狮市永宁镇塔石村                     | 24°43′21″N 118°40′21″E / 24.72250°N 118.67250°E | 万寿塔建于南宋绍兴年间，为八角五级仿木楼阁式空心石塔，高22.86米，底层边长3.8米。 |      |
| 六胜塔                                | 石狮市蚶江镇石湖村                     | 24°48′38″N 118°43′17″E / 24.81056°N 118.72139°E | 六胜塔始建于北宋政和元年（1111年），重建于元世祖至元二十二年（1285年），元惠宗至元二年（1336年）重修，为八角五级仿木楼阁式石塔，高36.06米。塔座为双层须弥座，塔身各层均有四门、四龛，有浮雕金刚和菩萨立像。 |      |
| 江口码头                              | 丰泽区东海街道法石社区丰海路           |                                                 | 包括文兴码头和美山码头，始建于南宋，直至清代一直是泉州港的重要码头。 |      |
| 石湖码头                              | 石狮市蚶江镇石渔村                     |                                                 | 又称林銮渡，始建于唐，由航海家林銮开创，也是泉州港的重要码头。 |      |
| 真武庙                                | 丰泽区东海街道法石社区通港西街         | 24°52′57″N 118°37′00″E / 24.88250°N 118.61667°E | 真武庙又称上帝公宫，祀玄天上帝，坐落于古泉州港边的小山丘（名为武当山）上，始建于宋代。庙坐东朝西，主要建筑有山门、拜亭、真武殿。山门为四柱三间三层牌楼，门左侧有古井一口，名为“三蟹龙泉”，凿于明万历十四年（1586年）。进门后有22级石阶，尽头有巨石，石上有有明嘉靖十二年（1533年）晋江知县韩岳立“吞海”石碑一通。石旁为拜亭，亭重修于清同治九年（1870年），重檐攒尖顶，下檐四角，上檐八角，内饰藻井。真武殿占地780平方米，重建于清道光二十二年（1842年），1985年重修木构架，面阔进深各五间，穿斗式木构架，单檐歇山顶。                                                          |      |
| 磁灶窑系金交椅山窑址                  | 晋江市磁灶镇沟边村                     |                                                 | 2002年福建省博物馆、晋江市博物馆联合对金交椅山宋代窑址进行勘察发掘，发现龙窑遗址、作坊遗址及多处堆积层，出土了数百件可修复的陶瓷器，证明金交椅山窑址正是宋代大批量生产外销瓷的地方。 |      |
| 草庵摩尼光佛造像                      | 晋江市罗山街道苏内社区92号             | 24°46′25″N 118°31′47″E / 24.77361°N 118.52972°E | 草庵由花岗岩砌筑，单檐歇山顶，下置单挑华拱，面阔三间，进深两间，建筑面积22.78平方米。草庵后侧紧邻花岗岩山体，山体上雕刻有一座直径170厘米的圆形佛龛，龛内雕刻有一尊半立体浮雕摩尼佛坐像。该坐像高154厘米，宽85厘米，深11厘米，身着宽袖无扣僧衣，内衬无领内衣，胸前有花结带饰，双手在膝上叠置。头部长32厘米，宽25厘米，面庞圆润，下巴有两缕胡须垂至胸前。佛像四周雕刻有18条延伸至佛龛内侧边缘的佛光，左侧有摩崖题记，记述了该佛像的雕凿人和雕刻时间 |      |
| 洛阳桥                                | 洛江区万安街道与台商投资区洛阳镇交界处 | 24°57′20″N 118°40′37″E / 24.95556°N 118.67694°E | 洛阳桥是一座跨海石桥，为南北走向，桥从江岸的石砌江堤延伸而出，经过江中心的一座名为“中洲”的小岛，南侧接入洛江区境内，全长731.29米。 |      |
| 清净寺                                | 鲤城区鲤中街道涂门街108号              | 24°54′21″N 118°35′13″E / 24.90583°N 118.58694°E | 始建于北宋大中祥符二年（1009年，回历400年），元、明多次重修扩建。现存门楼、奉天坛、明善堂等建筑，占地面积2184平方米。门楼南向，高20米，宽6.6米，以辉绿岩和白花岗岩砌筑。楼顶作宣礼台，俗称“望月台”。门楼北面的围墙上嵌有明永乐五年（1407年）的敕谕碑。东侧为祝圣亭，内有元、明重修清净寺碑记两通。西侧为奉天坛，现仅存石构墙体及石柱。明善堂位于奉天坛北侧，始建于明隆庆元年（1567年），现存建筑为清代重建，是中西合璧的礼拜堂。 |      |
| 伊斯兰教圣墓                          | 丰泽区东湖街道灵山南麓                 | 24°54′38″N 118°36′56″E / 24.91056°N 118.61556°E | 据明代何乔远在《闽书·卷七·方域志·灵山》所载，唐武德年间，穆罕默德的两位弟子（后世尊称为三贤、四贤）到泉州传教，死后葬于灵山。后世尊称“三贤、四贤墓”为圣墓。两墓紧邻，东西并列，坐北朝南，墓盖用花岗岩制造，高0.6米。两墓之上是1962年重建的一座石亭，四圆柱，歇山顶。幕后北、东、西三面建有石构回廊，长11米，进深1.04米。廊内有石碑多通，正中石碑立于元至治二年（1322年），阿拉伯文，记述三贤四贤事迹。右侧为明永乐十五年（1417年）郑和立行香纪事碑，刻有“钦差总兵太监郑和，前往西洋忽鲁谟斯等国公干，永乐十五年十六日于此行香，望灵圣庇祐。”此外还有多通清代的重修圣墓纪事碑。 |      |
| 老君岩造像                            | 丰泽区清源街道清源山                   | 24°56′52″N 118°35′36″E / 24.94778°N 118.59333°E | 清源山的老君岩造像位于西峰罗山山麓，是由一块形似人像的巨大天然花岗岩雕琢而成的春秋时期思想家老子的坐像，雕像高5.1米，宽7.3米，厚7.2米，细部雕刻非常生动。 |      |
| 开元寺                                | 鲤城区开元街道西街及新华北路路口       | 24°55′01″N 118°34′52″E / 24.91694°N 118.58111°E | 开元寺始建于唐，占地7.8万平方米，规模宏大。中轴线上有紫云屏、山门（天王殿）、拜亭、大雄寶殿、甘露戒坛、藏經閣，东部有镇国塔、檀越祠、准提禅院，西部有仁寿塔、功德堂、尊圣院、桑莲古迹，水陆等。开元寺东西两侧各有一塔，与大雄宝殿成“品”字形布局，两塔均为仿木构八角五层楼阁式石塔。东为“镇国塔”，南宋嘉熙二年（1238年）至淳佑十年（1250年）间重建，高48.24米。西为“仁寿塔”，南宋绍定元年（1228年）至嘉熙元年（1237年）重建，高44.06米。 |      |
| 天后宫                                | 鲤城区临江街道天后路1号                | 24°53′54″N 118°35′04″E / 24.89833°N 118.58444°E | 泉州天后宫始建于南宋慶元二年（1196年），坐北朝南，占地1.8亩，是典型的闽南建筑风格。中轴线上为照壁、山门、正殿、寝殿、梳妆楼等主体建筑，中轴两侧分布着东西阙（钟鼓楼）、东西廊、东西轩、凉亭、斋馆等建筑。其中寝殿、东廊和凉亭为明代建筑，正殿、石刻为清代物件，山门于1990年重修。 |      |
| 德济门遗址                            | 鲤城区临江街道天后路                   | 24°53′50″N 118°35′03″E / 24.89722°N 118.58417°E | 德济门始建于南宋绍定三年（1230年），时称“镇南门”，元至正十二年（1352年）改称德济门，明清屡有修建。20世纪二三十年代，德济门附近城垣被拆，1948年德济门毁于大火。2000年发掘遗址，面积约2000平方米，显露城墙基址，并出土大量建筑构件及石刻、铁炮等。 |      |
| 府文庙                                | 鲤城区海滨街道涂门街                   | 24°54′32″N 118°35′08″E / 24.90889°N 118.58556°E | 泉州府文庙北宋太平兴国初期，迁址修建到现今地址，占地面积约8000多平方米，由泮宫、大埕、大成门、大成殿、明伦堂等组成。 |      |
| 九日山祈风石刻                        | 南安市丰州镇九日山                     | 24°57′10″N 118°31′17″E / 24.95278°N 118.52139°E | 九日山东西两峰摩崖共留存北宋至清代的题刻75方，以宋刻居多。宋朝的石刻也记录了当时每年在这里举行的“祈风祭祀”。 |      |
| 順濟橋遺址                            | 鲤城区临江街道晋江江面上               |                                                 | 由南宋泉州知州鄒應龍主持建造於1211年，是泉州古城與晉江南岸的陸運節點 |      |
| 安平橋                                | 晉江市安海鎮与南安市水头镇交界处       |                                                 | 是橫跨安海鎮和南安水頭鎮之間的海面上的一座中式古代長橋 |      |
| 安溪青陽下草埔冶鐵遺址                | 安溪县尚卿乡青洋村                     |                                                 | 是宋元時期泉州冶鐵手工業的珍貴見証，根據對遺址上提取的10余處炭樣的C14年代測定，其年代集中在10-11世紀前后。結合遺址出土錢幣、瓷器殘片的年代特征，可確定遺址為宋代的塊煉鐵遺址。遺址面積約一萬多平方米，包括一處冶煉遺址、分布於礦山上的一組古礦洞、一處冶鐵生產者余氏家族的祖屋遺址、一段古道，以及為冶煉提供薪材的山地。 |      |
| 泉州市舶司遺址                        | 鲤城区海滨街道水门巷水沟2号            |                                                 | 泉州市舶司設置於1087年，是宋元國家政權設置在泉州管理海洋貿易事務的行政機構，其設置標志著泉州正式成為開放的國家對外貿易口岸，象徵宋元泉州的經濟繁榮。 |      |
| 南外宗正司遗址                        | 鲤城区海滨街道古榕巷60号附近           |                                                 | 是1130年以來遷居泉州的宋代皇族群體的管理機構。這一群體是泉州多元社群中具有影響力的組成部分之一，他們不僅提升了泉州的消費能力，還積極參與海洋貿易。 |      |
| 德化窯址（尾林-內坂窯址、屈斗宮窯址） | 德化县龙浔镇宝美街204号                |                                                 | 始於晚唐，窯址遍布全縣。其中德化縣城周邊的窯址分布最為集中，已調查發現宋元時期（10-14世紀）窯址29處。 |      |